# 福光村 (岐阜県)
福光村（ふくみつむら）は、かって岐阜県稲葉郡にあった村である。
現在の岐阜市福光東、福光西、福光南町、八代などに該当する。
福光村発足時は方県郡の村であったが、郡の合併で稲葉郡の村となった。

## 歴史
- 江戸時代、この地域（上福光村・中福光村・真福寺村）を長良三郷と呼ばれていたという。
- 1874年（明治7年） - 中福光村を福光村に改称する。
- 1889年（明治22年）7月1日 - 町村制により福光村が発足。
- 1897年（明治30年）4月1日[1] - 方県郡の一部、厚見郡、各務郡が合併し、稲葉郡となる。福光村は稲葉郡の村となる。
- 1897年（明治30年）4月1日 - 長良村、雄総村、志段見村、古津村と合併し、改めて長良村が発足。同日、福光村は廃止。